# Сімферопольська і Кримська єпархія УПЦ (МП)
Сімферопольська і Кримська єпархія — єпархія УПЦ (МП) в тимчасово окупованому Росією Криму, одна з трьох єпархій УПЦ МП на території окупованого півострова. Єпархіальне управління знаходиться в Сімферополі.
27 травня 2022 року було заявлено, що єпархія залишається під омофором патріарха РПЦ Кирила Гундяєва
До 2008 року Сімферопольська і Кримська єпархія включала весь Крим.
Однак, рішенням синоду УПЦ (МП) від 11 листопада 2008 року зі складу Сімферопольської єпархії виділено Джанкойську єпархію, куди увійшли Джанкойський, Красногвардійський, Красноперекопський, Нижньогірський, Первомайський, Роздольненський і Совєтський округи.
Пізніше рішенням Синоду УПЦ від 20 грудня 2012 року зі складу Сімферопольської єпархії виділена Феодосійська єпархія в межах Феодосійського і Керченського благочинь (міста Феодосія, Керч, Судак і Ленінський район). За правлячим архієреєм Синод залишив титул «Сімферопольський і Кримський».

## Передісторія

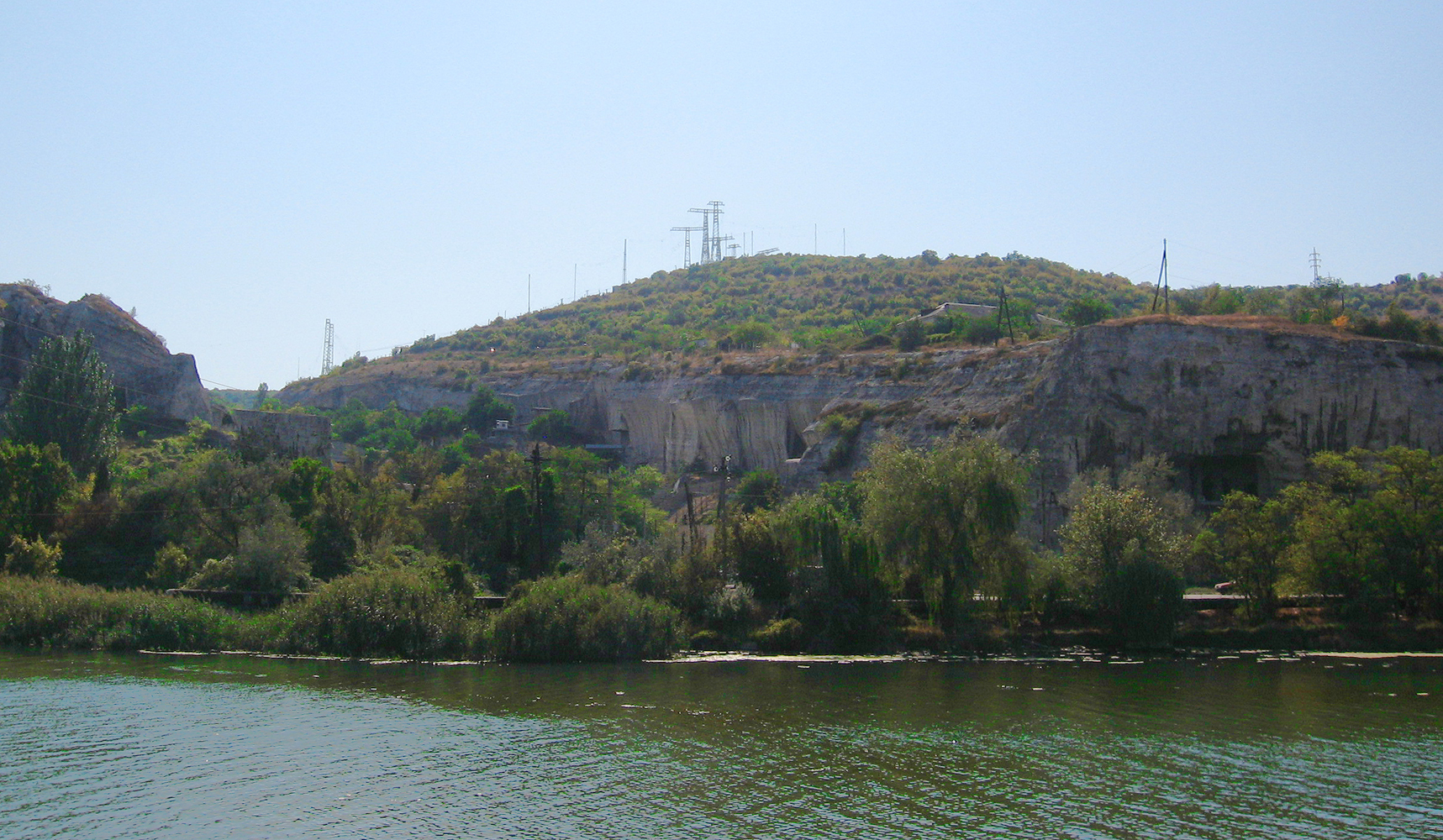
Каменоломний як поблизу Інкерману, місце де відбував роботи з видобутку каменю Климент Римський, римський папа

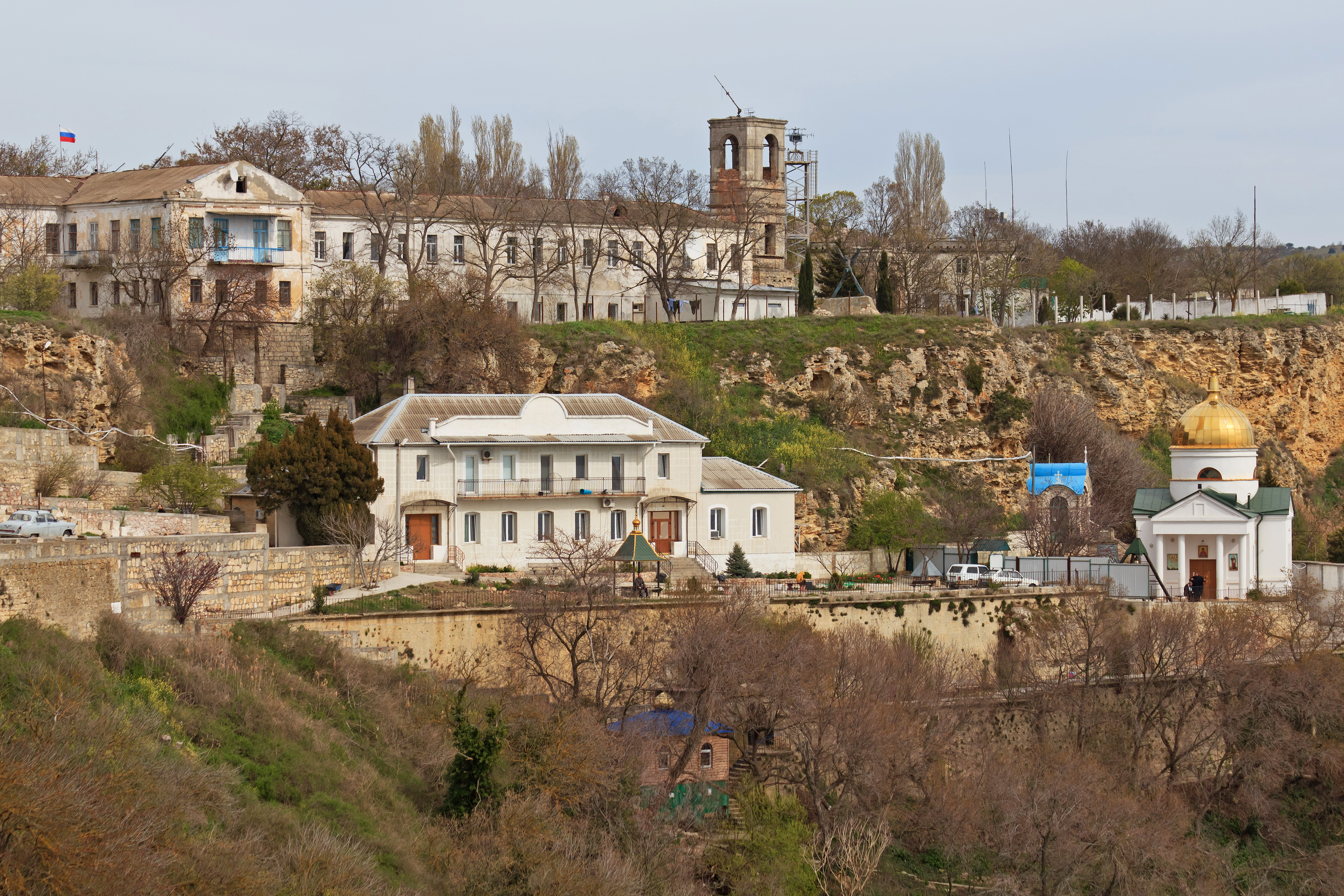
Балаклавський Георгіївський монастир — один з найстародавніших в Криму

За повір'ям, у Криму проповідували святі апостол Андрій Первозваний і рівноапостольні брати Кирило і Мефодій. У Херсонесі прийняв хрещення рівноапостольний великий князь Володимир Святославич. Після утвердження в Криму самостійних кафедр до початку IV століття, православні ієрархи перебувають на півострові майже безперервно.
Вже у 96 році в Крим, який перебував під владою Римської імперії, був засланий на каторгу святитель Климент Римський, і, за повір'ям, знайшов тут більше 2000 християн. До часу його мученецької смерті в 104 році в різних місцях півострова нараховувалося 75 християнських громад, які мали для молитов храми висічені в горах і які збереглися до наших днів. Найстародавнішим можна вважати Інкерманський, куди було заслано святого Климента.

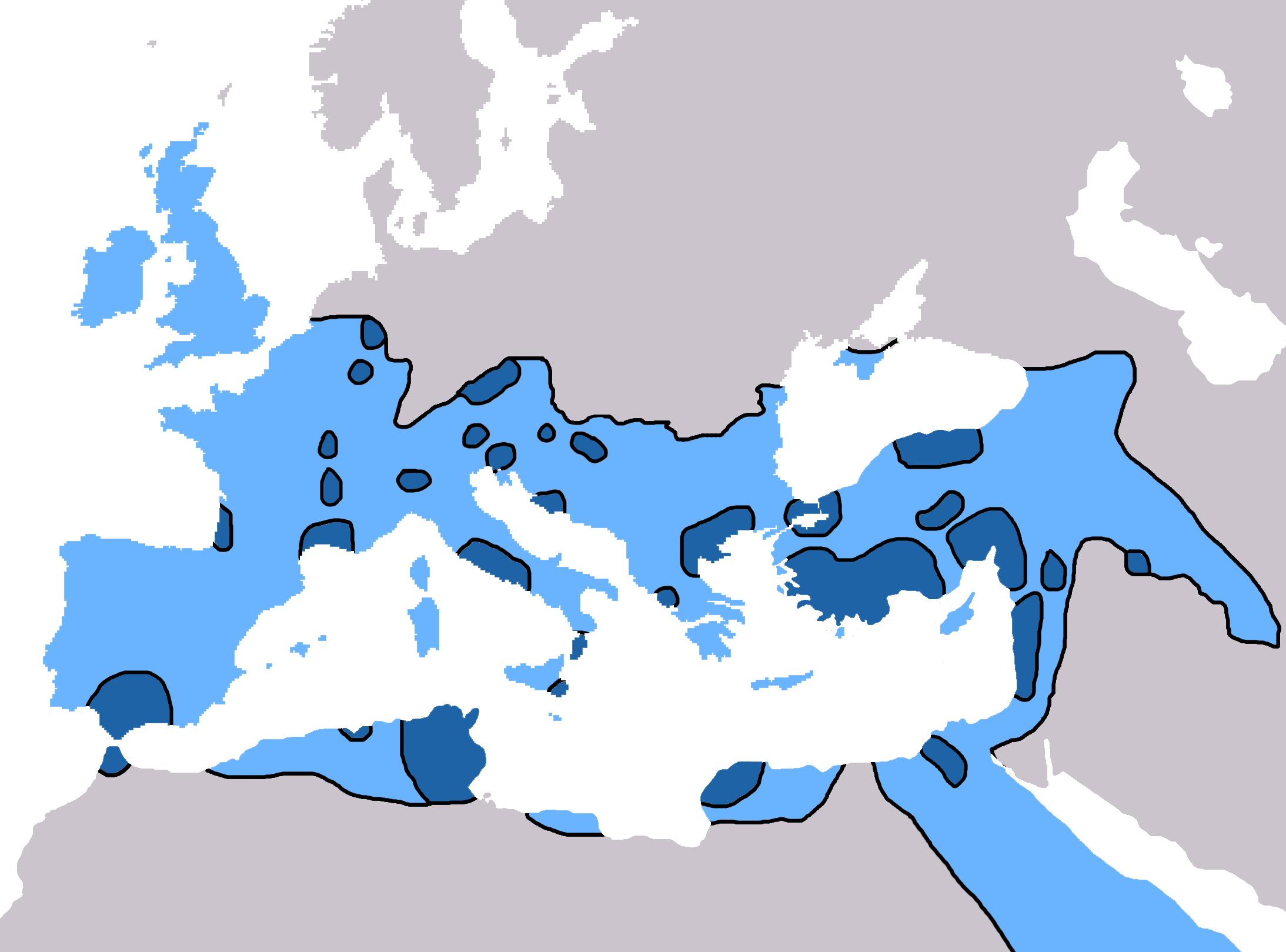
Поширення християнства на 325 рік
Поширення християнства на 600 рік

До часу I Вселенського собору в 325 році існували Босформська і Херсонеська (Корсунська) єпархії; у тому ж столітті була заснована Фульська єпархія; в VIII столітті постала Готфійська (Готська) кафедра; а в 715 році з'явилася також Сугдейська (Сурозька) єпархія. Таким чином, в епоху розквіту Візантії на півострові розташовувалися п'ять єпархій з центрами в стародавніх грецьких колоніях на південному узбережжі і в Готії — землі переселених сюди християн-готів. У той час, як решта готського населення колишнього королівства Оюм перейшло з аріанства у переважаюче серед хазар, а згодом і половців несторіанство або юдаїзм (так як аріани, які не допускалися до православних храмів мали право молитися в синагогах), Кримські готи поступово повністю перейшли з аріанства у православ'я.
До XII століття тут існували чотири православні єпархії: Судгейсько-Фульська, Херсонеська, Готська s Боспорська, в юрисдикції Константинопольського патріархату.
Північна частина Криму ще XIII столітті була за'нята татарами. Ще раніше, з початку XIII століття відбувалася італійська колонізація, причому спочатку формально італійці володіли колоніями спільно з місцевими кипчакськими, а потім татарськими правителями Криму. Близько 1380 року південним узбережжям Криму, окрім гірської частини Готії, де закріпилося православне князівство Феодоро, повністю заволоділи генуезьці, так як хан Тохтамиш відмовився від спільного володіння колоніями з генуезцями, які повністю витіснили з криму венеційців, а ті перестали підтримувати його супротивника Мамая.
В середині XV століття до Готської єпархії була долучена Херсонська, а в 1485 році — Сурозька. В XV столітті турки за допомогою татар захопили південни Крим, і півострів увійшов до складу Кримського ханства у васальній залежності від Османської імперії. Готфійські ієрархи керували пригніченою паствою Криму аж до виходу православних у 1778 році, на чолі зі святителем Ігнатієм Готфійським, у межі Російської імперії.
У квітні 1784 року землі долученого до Російської імперії в 1783 році Кримського ханства увійшли до складу Слов'янської і Херсонської єпархії (кафедра в Полтаві). Готфійська єпархія продовжувала існувати до 1786 року, після чого до 1799 року їх спадкувало напівсамостійне Феодосійське вікаріатство.
Поміж 1799 і 1859 роками в Криму не було свого православного архієрея і півострів керувався Катеринославськими (колишніми Слов'янськими), а від 1837 року — Херсонськими архієреями.

## Історія
Найвищою резолюцією від 16 листопада 1859 року, на звернення мешканців Таврійської губернії, на території півострова була започаткована самостійна Таврійська єпархія шляхом виділення зі складу Херсонської єпархії. Зі створенням самостійної єпархії церковне життя стало ширитися: менш ніж за десять років з'явилося більше ста нових парафій, активізували свою діяльність монастирі, відкрилися чоловічі духовні чилища. За єпископа Гурія (Карпова) розпочала роботу Таврійська духовна семінарія, став видаватися журнал «Таврійські єпархіальні відомості».
Після розгрому армії Петра Врангеля в листопаді 1920 року, в 1920-ті—1930-ті роки Церква в Криму зазнала жорстоких переслідувань: закривалися монастирі й храми, тисячі віруючих і священників були репресовані. Лише в умовах німецької окупації віруючим вдалося відновити богослужіння в ряді храмів.
Під час чергової атеїстичної хвилі в 1960—1962 роках в Криму було зачинено близько 50 православних парафій. Протягом майже 20 років на півострові діяли тільки 14 православних храмів.
Православ'я в Криму стало відновлюватися лише наприкінці 1980-х років. До складу відновлюваної Сімферопольської єпархії входила вся територія Криму, аж до виокремлення самостійної Джанкойської єпархії на півночі півострова рішенням синоду УПЦ МП від 11 листопада 2008 року.
20 грудня 2012 року зі складу Сімферопольської єпархії була також виокремлена самостійна Феодосійська єпархія в межах Феодосійського і Керченського благочинь.

### Історичні назви
- Таврійська і Сімферопольська (16.11.1859 — 1920-ті роки)
- Сімферопольська і Таврійська (1920-ті — 1928 рік)
- Кримська (1928—1936 роки)
- Сімферопольська і Кримська від 1944 року

Від 1994 до 1998 року, посаду секретаря єпархії виконував духовний син і наступник архиєпископа Лазаря, ієромонах Вікентій (Дмітрієв).

## Правлячі архієреї
- Елпідіфор (Бенедиктов) (7 січня — 25 травня 1860)
- Олексій (Ржаніцин) (29 серпня 1860 — 28 серпня 1867)
- Гурій (Карпов) (28 листопада 1867 — 17 березня 1882)
- Гермоген (Добронравін) (24 квітня 1882 — 9 березня 1885)
- Олексій (Лавров-Платонов) (9 березня — 11 травня 1885)
- Мартініан (Муратовський) (11 травня 1885 — 19 січня 1897)
- Михаїл (Грибановський) (19 січня 1897 — 19 серпня 1898)
- Никон (Софійський) (липня 1898 — 14 вересня 1898) в/у, еп. Вольський
- Миколай (Зьоров) (14 вересня 1898 — 26 березня 1905)
- Олексій (Молчанов) (26 березня 1905 — 5 листопада 1910)
- Феофан (Бистров) (19 листопада 1910 — 25 червня 1912)
- Димитрій (князь Абашидзе) (25 червня 1912 — 14 вересня 1921)
- Никодим (Кротков) (23 серпня 1921—1924)
- Олександр (Раєвський)[ru] (1924 — 19 березня 1928) в/у, еп. Керченський
- Діонісій (Прозоровський)[ru] (29 листопада 1928 — 25 червня 1930) в/у, еп. Феодосійський
- Арсеній (Смоленець)[ru] (25 червня 1930 — 11 серпня 1931)
- Сщмч. Порфирій (Гулевич) (11 вересня 1931 — 2 грудня 1937)

1936—1944 — вдівство кафедри
- Йосаф (Журманов) (13 серпня 1944 — 9 квітня 1946)
- Лука (Войно-Ясенецький) (травня 1946 — 11 червня 1961)
- Аліпій (Хотовицький) (червень — листопад 1961) в/у, еп. Полтавський
- Гурій (Єгоров) (14 листопада 1961 — 12 липня 1965)
- Феодосій Процюк (1965) в/у, еп. Полтавський
- Леонтій (Гудимов) (8 жовтня 1965 — 7 жовтня 1967)
- Антоній (Вакарик) (7 жовтня 1967 — 31 травня 1973)
- Леонтій (Гудимов) (31 травня 1973 — 19 лютого 1990)
- Варлаам (Іллющенко) (19 лютого — 2 серпня 1990)
- Гліб (Савін)[ru] (2 серпня — 24 листопада 1990)
- Василій (Златолинський) (2 грудня 1990 — 27 липня 1992)
- Лазар (Швець) (від 27 липня 1992)

## Вікаріатства
- Керченське[ru] (зараз вікаріатство Сурозької єпархії)
- Мелітопольське (недійсн.)
- Севастопольське[ru] (недійсн.)
- Ялтинське

єпископ Ялтинський Нестор (Доненко) (з 27 вересня 2018 р.
- Бахчисарайське

єпископ Бахчисарайський Каліник (Чернишов) (з 8 грудня 2019 р.

## Сучасний стан
Нині єпархія об'єднує парафії та монастирі на території Сімферополя, Алушти, Євпаторії, Сак, Бахчисарайського, Білогірського, Сімферопольського, Сакського районів і Севастополя.
Кафедральне місто — Сімферополь, кафедральний собор — Петропавлівський собор Сімферополя.
Правлячий архієрей від 27 липня 1992 року — Лазар (Швець), митрополит Сімферопольський і Кримський.
В 2000 році у Кримській єпархії (в тодішніх її кордонах) було 350 парафій і 8 монастирів, в 2004 році — 483 парафій і 281 священнослужитель.
Єпархія поділена на такі благочинні округи: Алуштинський, Бахчисарайський, Євпаторійський, Кіровський, Республіканський, Сакський, Севастопольський, 1-й Сімферопольський, 2-й Сімферопольський, Ялтинський.
У Кримській єпархії діє Таврійська духовна семінарія і катехізаторські курси.
Церковні ЗМІ єпархії включають газети «Таврида православна», «Вісник Євпаторійського благочиння», «Живоносне джерело» (Алушта), «Покровський листок» (Севастополь).

## Монастирі
- Балаклавський Свято-Георгіївський монастир (чоловічий; Севастополь)
- Успенський печерний монастир (чоловічий; Бахчисарай)
- Свято-Климентіївський печерний чоловічий монастир в Інкермані (чоловічий)
- Кизилташський Стефановський монастир (чоловічий; Судак)
- Монастир у ім'я святих безсрібників Косьми і Даміана (чоловічий; Алушта)
- Монастир у ім'я святої Параскеви (жіночий; село Учебное (Верхня Тополівка))
- Свято-Троїцький жіночий монастир (жіночий; Сімферополь)
- Катерлезький Свято-Георгіївський монастир (жіночий; Керч)
- Монастир в ім'я апостола Луки (чоловічий; село Лаки)
- Монастир в ім'я святителя Миколая Чудотворця (чоловічий; село Холмівка, Бахчисарайський район)
- Печерний монастир Феодора Стратилата (Бахчисарайський район)

## Церкви та храми
- Церква Воскресіння Христового над Форосом
- Михайлівський храм над Ореандою[ru]